# Taifa de Menorca

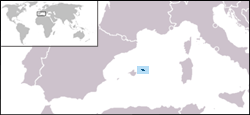
taifa de menorca

Taifa de Menorca o Reino de Menorca (Menurka), nombre bajo el que es conocido un pequeño reino hispano-musulmán medieval (1231-1287), tributario de la Corona de Aragón y situada en la isla de Menorca (Islas Baleares)

## Historia
El Reino de Menorca surgió a raíz de la conquista cristiana de Mallorca por parte del rey aragonés Jaime I el Conquistador entre 1229 y 1230. Antes de la conquista, todo el archipiélago balear pertenecía al Imperio Almohade, aunque estaba gobernado de forma semiindependiente por el gobernador Abu Yahya. La conquista de Mallorca fue una campaña sangrienta, en la que la población musulmana de la isla fue asesinada, esclavizada o huyó a África.
Tras conquistar Mallorca, el monarca aragonés se vio incapacitado para conquistar Menorca debido a que se produjeron divisiones internas dentro de su ejército aragonés por el reparto del botín, se redujeron las unidades de su ejército debido a unas malas decisiones y proseguía la lucha contra grupos musulmanes refugiados en la Sierra de Tramuntana; aun así, el monarca consiguió que la isla de Menorca le rindiera un vasallaje, rubricado por el tratado de Capdepera, por el cual los musulmanes menorquines aceptaron su soberanía (1231).
El sometimiento de Menorca a la Corona de Aragón supuso su desvinculación de la órbita política de los almohades y su conversión en una taifa independiente. Por otro lado permitió el mantenimiento durante medio siglo más de la cultura árabe y la religión musulmana es esta isla, mientras éstas desaparecían del resto de las Islas Baleares, que eran colonizadas por aragoneses y catalanes.
La taifa de Menorca tuvo dos reyezuelos o gobernantes, que respondían al cargo de almojarifes (administradores) Abu Sa'id Utman ben Hakam (1229-1281) y su hijo Abu 'Umar ben Abu Sa'id ben Hakam (1281-1287). La capital se situaba en Ciudadela, conocida por aquel entonces como Medina-Menurka (Ciudad de Menorca). Los aragoneses se reservaron derecho a establecer una guarnición en Ciudadela.
En 1261, por el testamento del rey Jaime I, el vasallaje de Menorca pasaría a ser del Reino de Mallorca, de tal forma que cuando su hijo Jaime II de Mallorca heredó este reino a la muerte de su padre (1276), los menorquines tuvieron que rendir vasallaje a este nuevo rey en vez de al rey de Aragón como hasta entonces. Durante el reinado de Abu Sa'id Utman (1229-1281) las relaciones de Menorca con sus dominadores cristianos fueron pacíficas, pero cambiaron con el reinado de su hijo.
Jaime II se enemistó con su hermano mayor Pedro el Grande, rey de Aragón, cuando el segundo obligó al primero que le rindiera a su vez vasallaje. En 1282 Pedro de Aragón lanzó una campaña contra las ciudades costeras africanas musulmanas haciendo su flota escala en el puerto menorquín de Mahón. El rey aragonés fue agasajado y bien recibido por los menorquines, que eran de forma indirecta vasallos suyos (eran vasallos de su hermano Jaime II que a su vez era vasallo de Pedro); pero las autoridades moras avisaron a las ciudades de África de que una expedición aragonesa se dirigía contra ellas, por lo que la expedición aragonesa fracasó.
Los enfrentamientos que tenían el rey de Aragón con el rey de Mallorca, provocaron que Alfonso III de Aragón, hijo de Pedro el Grande lanzara una campaña de conquista contra Mallorca, para arrebatársela a su tío. Tras conquistar la isla, en 1286 decidió lanzar una campaña contra Menorca, para vengar la afrenta que sufrió su padre, por un lado; hacer efectivo el vasallaje de la isla y encauzar los ánimos de la nobleza en una empresa de conquista.
Las tropas aragonesas desembarcaron el 17 de enero de 1287 en Menorca y entablaron batalla con los musulmanes. Estos últimos, derrotados, se refugiaron en el castillo de Sent Agayz, donde capitularon el 21 de enero de 1287. Por la capitulación de Sent Agayz, la isla pasó a ser propiedad del rey de Aragón y la población musulmana de la isla fue esclavizada (excepto el almojarife y sus allegados que fueron deportados a Berbería). La isla sería colonizada por catalanes (como antes fueron colonizadas Mallorca o Ibiza) y aunque permaneció un gran contingente de musulmanes en la isla, estos serían deportados años más tarde.